# Powiat bytomski

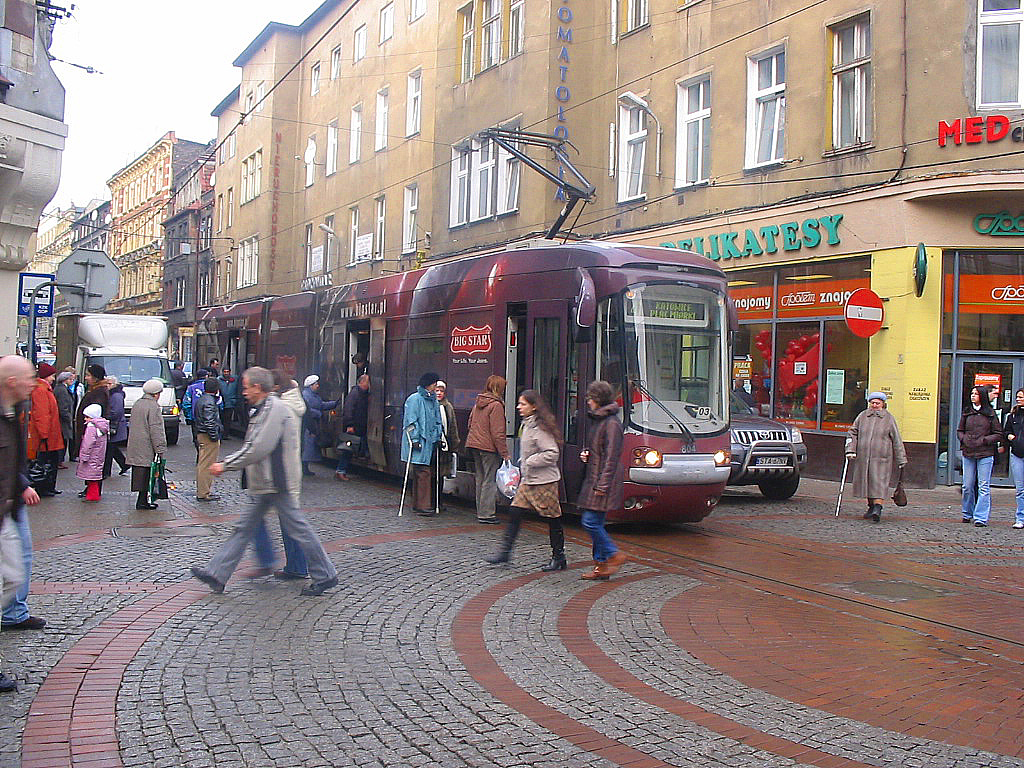
Karlik w centrum Bytomia

Powiat bytomski (niem. Landkreis Beuthen, 1927-39 Landkreis Beuthen-Tarnowitz) – dawny powiat ziemski ze stolicą w Bytomiu, istniejący w latach 1742–1951 roku na obrzeżach miast Bytomia i Zabrza oraz na terenie obecnego powiatu tarnogórskiego (woj. śląskie).

## Historia
Powiat bytomski powstał w 1742 roku na mocy traktatu wrocławskiego uznającego prawo Prus do Śląska. Miasto Bytom, aczkolwiek było ośrodkiem powiatu, miało własnego burmistrza i ratusz i nie podlegało starostwu.
Na mocy ustawy pruskiej z 1808 roku dokonano sekularyzacji dóbr kościelnych oraz zlikwidowano prywatną własność miast. Rola Bytomia w tym czasie nie była dominująca. Pozostawał on nadal formalnie miastem powiatowym, jednakże do 1818 roku rezydencją starosty bytomskiego były bogatsze i lepiej zabudowane Tarnowskie Góry.
W połowie XIX wieku, dzięki rozwoju górnictwa kruszcowego i hutnictwa, nastąpiła ekspansja miasta i powiatu. Powiat znalazł się w czołówce państwa pruskiego pod względem liczby ludności, a sam Bytom stał się administracyjno-dyspozycyjnym ośrodkiem zagłębia przemysłowego. Po apogeum osiągniętym w latach 1850–70 nastąpił upadek, kiedy to powiat bytomski w 1873 roku został rozdrobniony na 5 części: powiaty bytomski, katowicki, zabrski i tarnogórski oraz samodzielny obszar dworski Czarny Las.
W 1890 roku z mocno uszczuplonego powiatu bytomskiego wydzielono Bytom, tworząc w nim pierwszy na Górnym Śląsku powiat miejski (Stadtkreis), a pozostałe tereny przekształcono w powiat ziemski (Landkreis) z siedzibą w Rozbarku (od 1927 dzielnica Bytomia). Granica przebiegała wzdłuż obecnej ulicy Korfantego w Bytomiu, przy której w latach 1897–1898 wybudowano siedzibę starostwa.
W 1921 Górny Śląsk podzielono między Polskę i Niemcy, w wyniku czego Bytom i większa część powiatu pozostały w 1922 roku w Niemczech, mimo że podczas plebiscytu w powiecie bytomskim 62 965 głosów padło za przynależnością do Polski, a 43 646 głosów za Niemcami (w samym Bytomiu zwyciężyła opcja niemiecka). Okrojony powiat bytomski składał się wówczas z 9 gmin: Miedary, Zbrosławice, Wieszowa i Stolarzowice (z Górnikami), Rokitnica, Bobrek-Karb, Szombierki (później Chruszczów) i Miechowice. 
Po II wojnie światowej powiat bytomski przyłączono do Polski jako jeden z powiatów województwa śląskiego. Na mocy rozporządzenia Rady Ministrów z 17 marca 1951 powiat bytomski został zlikwidowany z dniem 1 kwietnia 1951, a jego tereny przyłączone do: 
- Bytomia – gminy Bobrek-Karb, Szombierki  i Miechowice;
- Zabrza – gminy Mikulczyce i Rokitnica oraz gromada Grzybowice z gminy Wieszowa;
- powiatu tarnogórskiego – gminy Miedary, Stolarzowice, Wieszowa (bez gromady Grzybowice) i Zbrosławice.

Zachowano jednakże powiat miejski w Bytomiu, który przetrwał do 1975 roku, powracając jako jednostka administracyjna w związku z kolejną reformą w 1999 roku.